# Marinism
Marinism sau Secentismo (în limba italiană) semnifică două noțiuni. În cultura și istoria Italiei semnifică efectiv secolul al XVII-lea și, de asemenea, un stil creativ opus clasicismului. Stilul artistic a fost lansat de către poetul italian al secolului al XVII-lea Giambattista Marini (Marino, după alte surse), cu ocazia publicării scrierii sale programatice intitulată Maraviglia, publicată atât separat, cât și într-o formă inițială în partea a treia a piesei La lira, adică Lira (1614).
Marinismul, care utiliza ca figuri de stil uzuale metaforele, hiperbolele, jocurile de cuvinte, legendele și miturile, încerca adesea să șocheze audiența prin diferite metode, inclusiv prin folosirea improvizației.
Stilul marinism s-a manifestat nu doar în scrieri, spectacole de muzică și interpretare, dar și în poezie. Giambattista Marini a înființat și a inițiat și o școală de marinism în poezie.